# Autódromo Internacional Ayrton Senna (Goiânia)

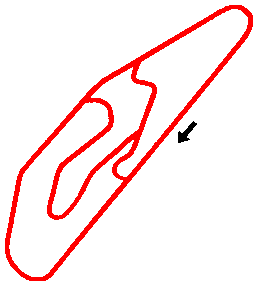
Streckenplan des Autodromo Goiania

Das Autódromo Internacional Ayrton Senna ist eine Motorsport-Rennstrecke in Goiânia, Brasilien. Sie war von 1987 bis 1989 Austragungsort des Grand Prix von Brasilien im Rahmen der Motorrad-Weltmeisterschaft

## Geschichte
Zum Zeitpunkt seiner Eröffnung galt die Strecke als moderne Anlage. Dank der die gesamte Strecke umgebenden Naturtribünen wies der Kurs eine Kapazität für bis zu 100.000 Zuschauer auf. Daneben wird die Anlage neben Auto-, LKW-, Motorrad- und Fahrradrennen auch für Musikveranstaltungen genutzt.
Ursprünglich gebaut für internationale Rennen hat sich die Anlage abgesehen von den Rennen zur Motorrad-WM lediglich im nationalen Motorsport etablieren können.
Nachdem das Streckengelände zu Beginn der 2000er Jahre zunehmend verwahrloste und 2011 sogar ein Abriss der Anlage und die Errichtung eines neuen Kurses erwogen wurde, wurde 2012 eine grundlegende Renovierung beschlossen, die dann 2013 vollzogen wurde.
Auf dem Gelände der Strecke befindet sich auch eine 930 m lange Kartbahn.